# Loïc Herbreteau
Loïc Herbreteau, né le 5 janvier 1976 à Roanne (Loire), est un coureur cycliste français.

## Biographie
Il a fait l'objet d'une polémique en 2007 lors de sa victoire au championnat de France sur route amateur car il a été contrôlé positif six mois plus tôt à un stimulant léger relativement bénin, censé soigner une crise d'hémorroïdes. Il est suspendu six mois après ce contrôle positif à l'heptaminol et purge cette sanction début 2008.
Il s'engage pour 2010 avec le Saint-Cyr Tours Vlac à la suite de la mise en sommeil de l'équipe de Division Nationale du VS Lescar. Il rejoint Arnaud Labbe au GSC Blagnac en 2011.
Fin 2011, il rejoint le club du CRC Limoges avec son neveu, Emmanuel Herbreteau. En 2012, il remporte les championnats du Limousin du contre-la-montre et sur route,.
En 2013, il rejoint en cours de saison le CC Marmande 47 et devient champion d'Aquitaine route une nouvelle fois.
En janvier 2018, il est placé en garde à vue en raison d'une enquête liée au dopage, dans le cadre de l'information judiciaire ouverte à l'encontre de Bernard Sainz.

## Palmarès et classements mondiaux
Le palmarès est atypique puisqu'il a réussi à deux reprises le doublé champion régional sur route et champion régional de cyclo-cross dans deux régions différentes.

### Palmarès sur route
| - 1998 - Ronde de la Côle - 1999 - Prix de Léguillac-de-Cercles - 2e du championnat du Poitou-Charentes sur route - 3e du Grand Prix de Cherves - 3e du Prix d'Automne de La Rochefoucauld - 2000 - Flèche Charente Limousine : - Classement général - 3e étape - 2e du Tour du Canton de Dun-le-Palestel - 3e du championnat du Limousin sur route - 2001 - Grand Prix de la ville de Buxerolles - 4e étape du Tour de la Charente Limousine - 2e du Circuit des Vins du Blayais - 2e du Prix d'Automne de La Rochefoucauld - 2002 - Grand Prix de la ville de Buxerolles - 3e étape du Tour Nivernais Morvan - Grand Prix de la ville de Gien - Grand Prix de la Tomate - 2e du Circuit du Morbihan - 3e du Grand Prix de Monpazier - 3e du championnat du Poitou-Charentes sur route - 2003 - Étape du Tour Mondovélo - Tour du Canton de Saint-Ciers : - Classement général - 2e étape - 1re étape du Tour Nord-Isère - Tour des Deux-Sèvres : - Classement général - 1re étape - 3e du Grand Prix de Montamisé - 3e du Grand Prix de Monpazier - 2004 - 2e du Tour du Canton de Dun-le-Palestel - 2e de l'Étape du Tour Mondovélo - 2e de la Route d'Or du Poitou - 3e du championnat du Poitou-Charentes sur route - 2005 - Champion de Rhône-Alpes sur route - 3e étape du Tour Nivernais Morvan - 3e étape du Tour du Pays Roannais - Prix des Vins Nouveaux - 2e des Boucles catalanes - 2e du Grand Prix de Monpazier - 3e du Tour du Pays Roannais - 3e de la Route d'Or du Poitou - 2006 - Boucles catalanes - 1re et 3e étapes de la Cinturó de l'Empordà - Route d'Or du Poitou - 2e de La Durtorccha - 2e du Tour du Canton de Hautefort - 2e du Tour de la Creuse - 2e de la Cinturó de l'Empordà - 2e du championnat de Rhône-Alpes sur route - 2007 - Champion de France sur route amateurs - 2e étape du Circuit des Monts du Livradois - Tour du Canton de Dun-le-Palestel - La Commentryenne - 2e du Grand Prix de Peymeinade - 2e du Grand Prix de Vougy - 2008 - Grand Prix d'Oradour-sur-Vayres - Grand Prix de Juillac - 2e du Tour du Piémont pyrénéen | - 2009 - Critérium des Deux Vallées : - Classement général - 1re étape - Champion d'Aquitaine sur route - 3e étape du Tour de la CABA - Tour du Béarn : - Classement général - 1re étape - Grand Prix de Villejésus - 3e du Tour de la CABA - 2010 - Grand Prix de Villejésus - Prix Marcel-Bergereau - 3e du Critérium des Deux Vallées - 3e du Grand Prix des Fêtes de Cénac-et-Saint-Julien - 2011 - 2e étape du Critérium des Deux Vallées - Prix de Beauchabrol - Nocturne des Remparts - 2e étape du Tour du Piémont pyrénéen - 2e du Critérium des Deux Vallées - 3e du Grand Prix des Fêtes de Coux-et-Bigaroque - 2012 - Champion du Limousin du contre-la-montre - Champion du Limousin sur route - Boucles Talmondaises - 2013 - Champion d'Aquitaine sur route - 2e du Grand Prix du Périgord Blanc - 2014 - Étape du Tour Mondovélo - Grand Prix de la Tomate - 2e du Grand Prix de Puy-l'Évêque - 3e du Grand Prix de la Trinité - 2015 - Tour du Périgord - Grand Prix de l'Isle d'Espagnac - Bayonne-Pampelune - 2e du Trophée de l'Essor - 3e du Critérium des Deux Vallées - 3e du Mémorial d'Automne - 3e de la Route d'Or du Poitou - 2016 - Primevère Montoise - 2e étape du Tour des Landes - 2e du Critérium des Deux Vallées - 2e du Grand Prix des Fêtes de Coux-et-Bigaroque - 2e du Trophée des Bastides - 2e du Grand Prix de la Tomate - 3e du Grand Prix d'Oradour-sur-Vayres - 3e du Grand Prix de Montamisé - 2017 - Grand Prix de Ruelle-sur-Touvre - 1re étape du Tour de la CABA - Grand Prix de Châteaubernard - Grand Prix Gilbert-Renaud - Grand Prix de Monpazier - Grand Prix de Biran - 2018 - Champion de France sur route masters 3 (40-44 ans) - Grand Prix du CA Béglais - Grand Prix de Saint-Martin-de-Seignanx - 2024 - 2e du championnat de France du contre-la-montre masters 4 (45-49 ans) - 2e du championnat de France sur route masters 4 (45-49 ans) |  |

### Classements mondiaux
| Année           | 2005 |
| --------------- | ---- |
| UCI Europe Tour | 878e |

### Palmarès en cyclo-cross
- 1997
  - 2e du championnat du Poitou-Charentes de cyclo-cross
- 1999
  - Champion du Limousin de cyclo-cross
- 2000
  - 2e du championnat du Poitou-Charentes de cyclo-cross
- 2001
  - Champion du Poitou-Charentes de cyclo-cross[14]
- 2002
  - 3e du championnat du Poitou-Charentes de cyclo-cross
- 2003
  - Champion du Poitou-Charentes de cyclo-cross
- 2004
  - Champion de Rhône-Alpes de cyclo-cross
- 2005
  - 2e du championnat de Rhône-Alpes de cyclo-cross
- 2006
  - Champion de Rhône-Alpes de cyclo-cross
- 2008
  - Champion d'Aquitaine de cyclo-cross
- 2009
  - 2e du championnat de l'Orléanais de cyclo-cross
- 2013-2014
  - Champion d'Aquitaine de cyclo-cross
- 2014-2015
  - Champion de la Vienne de cyclo-cross

### Palmarès en gravel
- 2023
  -  Champion d'Europe de gravel masters 4 (45-49 ans)[15]